# Saison 1973-1974 de snooker
Navigation
1972-1973 1974-1975
La saison 1973-1974 de snooker est la 6e saison de snooker. Elle regroupe 6 tournois organisés par la WPBSA entre le 23 juillet 1973 et le 1er mai 1974.

## Nouveautés
- Création de l'Open Norwich Union et du tournoi Pontins avec pour ce dernier, une épreuve professionnelle et une épreuve pro-am.
- Arrêt des tournois Park Drive 2000, Park Drive 1000 et Men of the Midlands.

## Calendrier
| NC = Tournoi non classé (professionnel)         |
| P/A = Tournoi pro-am (professionnel et amateur) |

| Dates (mois-jour) | Dates (mois-jour) | Tournoi                            | Lieu        | Site                | Cat. | Vainqueur      | Finaliste    | Score | Références |
| 07–23             | 08–22             | Championnat d'Australie            | Wagga Wagga | Wagga RSL Club      | NC   | Eddie Charlton | Gary Owen    | 31–10 | [ 1 ]      |
| 11–24             | 11–29             | Open Norwich Union                 | Londres     | Piccadilly Hotel    | NC   | John Spencer   | John Pulman  | 8–7   | [ 2 ]      |
| 01–??             | 01–??             | Pot Black                          | Birmingham  | Studios Pebble Mill | NC   | Graham Miles   | John Spencer | 1–0   | ,          |
| 04–16             | 04–25             | Championnat du monde               | Manchester  | Stade Belle Vue     | NC   | Ray Reardon    | Graham Miles | 22–12 | ,          |
| 05–04             | 05–11             | Tournoi Pontins professionnel      | Prestatyn   | Pontins             | NC   | Ray Reardon    | John Spencer | 10–9  | [ 7 ]      |
| 05–04             | 05–11             | Tournoi Pontins pro-am (printemps) | Prestatyn   | Pontins             | P/A  | Doug Mountjoy  | John Spencer | 7-4   |            |